# Bucur Bădescu
Bucur Bădescu (n. 25 ianuarie 1866 – d. secolul al XX-lea) a fost unul dintre ofițerii Armatei României, care a exercitat comanda unor mari unități și unități militare, pe timp de război, în perioada Primului Război Mondial și operațiilor militare postbelice. 
A îndeplinit funcții de comandant de regiment și de brigadă în campaniile din anii 1916-1919.

## Cariera militară
Bucur Bădescu a ocupat diferite poziții în cadrul unităților de infanterie ale armatei române, avansând până în anul 1914 la gradul de locotenent-colonel. A fost colonel în 1916 și general de brigadă în 1917.
În perioada Primului Război Mondial a îndeplinit funcțiile de comandant al Regimentului 1 Vânători și comandant al Brigăzii 4 Infanterie.
A fost comandant al  Brigăzii 8 Infanterie în anul 1917.
A fost decorat cu Ordinul „Mihai Viteazul”, clasa III, pentru modul cum a condus Regimentul 1 Vânători în Luptelor din Munții Cernei, din anul 1916, fiind unul din cei 12 ofițeri din primul decret de acordare a aordinului.
„Pentru curajul și spiritul de sacrificiu al acestui ofițer care în fruntea trupei sale a atacat și cucerit pozițiunea de la culmea Ozoinea, cucerind reduta și capturând apărătorii.”
Înalt Decret no. 2970 din 28 septembrie 1916:p. 53
În cadrul acțiunilor militare postbelice, a comandat Brigada 1 Infanterie, în timpul operației ofensive la vest de Tisa.:p. 333

## Decorații
- Ordinul „Coroana României”, în grad de ofițer (1912) [1]:p. 628
- Ordinul „Mihai Viteazul”, clasa III, 28 septembrie 1916[4]:p. 53